# Kenjirō Tsuda
Kenjirō Tsuda (津田 健次郎?, Tsuda Kenjirō; Prefettura di Osaka, 11 giugno 1971) è un doppiatore giapponese.
Lavora per la Stardust Promotion. È noto per aver doppiato Seto Kaiba in Yu-Gi-Oh!, Kento Nanami in Jujutsu kaisen, Tatsu in La via del grembiule e Joker in Fire Force.

## Doppiaggio

### Anime
- African Salaryman (Kadal)
- Air (Keisuke)
- Air Gear (Spitfire)
- Appare-Ranman! (Gil T. Cigar)
- Ashita no Nadja (Harvey Livingston)
- Baka to Test to Shōkanjū (Shin Fukuhara)
- Basquash! (Ganz Bogard)
- Blade of the Immortal (Manji)
- Boruto: Naruto Next Generations (Isshiki Otsutsuki/Jigen)
- Bright: Samurai Soul (Tōmoku)
- Bungo Stray Dogs  (Bram)
- Chainsaw Man (Kishibe)
- Cyberpunk: Edgerunners (Ripperdoc)
- Dead Dead Demon's Dededededestruction (Nobuo Koyama)
- Devilman Crybaby (Koji Nagasaki)
- Domestic na Kanojo (Marie)
- Dragons of Wonderhatch (Gyro)
- Fairy Tail (Bacchus Groh, Silver Fullbuster)
- Fire Force (Joker)
- Flip Flappers (Salt)
- Free! (Seijuro Mikoshiba)
- Gangsta. (Nicolas Brown)
- Garouden: The Way of the Lone Wolf (Oleg Zaytsev)
- Glass Fleet (Cleo)
- Golden Kamui (Hyakunosuke Ogata)
- Hakuouki (Chikage Kazama)
- Hanako-kun - I sette misteri dell'Accademia Kamome (Tsuchigomori)
- Il principe del tennis (Sadaharu Inui)
- Il Signore degli Anelli - La guerra dei Rohirrim (Wulf)
- Jujutsu kaisen (Kento Nanami)
- Jujutsu Kaisen 0 (Kento Nanami)
- K (Mikoto Suoh)
- Katekyo Hitman Reborn! (Lambo adulto, Romeo, Spanner)
- Kekkaishi (Byaku)
- Kengan Ashura (Kaolan Wongsawat)
- Kenja no mago (Zest)
- Kirakira ☆ Pretty Cure À La Mode (Genichiro Usami)
- L'attacco dei giganti (Hannes, Flagon)
- Layton Mystery Tanteisha: Katori no Nazotoki File (Rufus Aldebaran)
- Le bizzarre avventure di JoJo: Phantom Blood (Bruford)
- Le bizzarre avventure di JoJo: Vento Aureo (Tiziano)
- Lemon Angel Project (Masami Kudou)
- Life Lessons with Uramichi Oniisan (Amon)
- Lovely Complex (Ryoji Suzuki)
- Lupin III - Ritorno alle origini, Lupin the Third Part 6 (Albert d'Andresy)
- Metal Fight Beyblade (Ryuuga)
- Mushoku Tensei - Jobless Reincarnation (Dragon God Orsted)
- My Hero Academia (Kai Chisaki / Overhaul)
- Nabari no Ō (Yukimi Kazuhiko)
- Naruto (Aoba Yamashiro, Shin'emon)
- Naruto Shippuden (Aoba Yamashiro)
- Ni no kuni: La minaccia della Strega Cinerea (Galavas)
- One Piece (Vinsmoke Yonji)
- Plastic Memories(Cyrus) (Yasutaka Hanada)
- Red Cat Ramen (Bunzo)
- Saint October (Kurtz)
- Sorcerous Stabber Orphen (Wall Karen)
- Soul Eater (Mifune)
- Speed Grapher (Niihari)
- Sugar Sugar Rune (Rockin' Robin)
- Super Ladri (Johnny Fulmine)
- Thermae Romae Novae (Lucius Modestus)
- The God of High School (Jegal Taek)
- The Seven Deadly Sins - Nanatsu no taizai (Monspeet)
- The World Ends with You the Animation (Sanae Hanekoma)
- Tower of God (Lero Ro)
- To Your Eternity (Osservatore)
- Violet Evergarden (Damian Baldur Flugel)
- Yu-Gi-Oh! Duel Monsters (Seto Kaiba, Priest Seto)
- Yu-Gi-Oh! GX (Seto Kaiba, Kaibaman)
- Zoids Genesis (Seijūrō)

### Drama CD
- Takashi Morinozuka in Ouran High School Host Club
- Murasakimaru in GetBackers
- Mutsuki Kurama in Barajou No Kiss
- Leonheart in La principessa sacrificale e il re delle bestie

### Videogiochi
- Hakuouki Shinsengumi Kitan (Chikage Kazama)
- Hakuouki Zuisouroku (Chikage Kazama)
- Hakuouki Shinsengumi Kitan (PSP) (Chikage Kazama)
- Hakuouki Shinsengumi Kitan (PS3) (Chikage Kazama)
- Hakuouki Yugiroku (Chikage Kazama)
- Yasushi Takagi in Nana (PS2)
- Raigar in Enchanted Arms
- Additional voices in Armored Core: Last Raven
- Maxi in Soulcalibur IV
- Maxi in Soulcalibur: Broken Destiny
- Zed in League of Legends
- Yasuyuki Honda in Shin Megami Tensei: Devil Survivor Overclocked
- Aoba Yamashiro in Naruto Shippuden: Ultimate Ninja Storm 3
- Clinoseraph in Tales of Hearts R
- Shirogane in Mugen Souls Z
- Guerriero in Dragon's Crown
- Togetsu Saionji in Mind Zero
- Edward Kenway in Assassin's Creed IV: Black Flag
- Ezecrain in Granblue Fantasy
- Zaveid in Tales of Zestiria
- Barok van Zieks in The Great Ace Attorney: Adventures
- Tokinada Tsunayashiro in Bleach: Brave Souls
- Saber/Sigurd in Fate/Grand Order
- Sire Dragoviano in Dragon Quest VIII: L'odissea del re maledetto (versione 3DS)
- Graham Berngrande in Grand Kingdom
- Aoba Yamashiro in Naruto Shippuden: Ultimate Ninja Storm 4
- Krishna in Shin Megami Tensei IV: Apocalypse
- Mukuro Kujo in Uppers
- Zaveid in Tales of Berseria
- Luxu in Kingdom Hearts HD 2.8 Final Chapter Prologue
- Rath e Gerik in Fire Emblem Heroes
- Huninnmuginn in The Witch and the Hundred Knight 2
- Zaveid in Tales of the Rays
- Barok van Zieks in The Great Ace Attorney 2: Resolve
- Malroth (umano) in Dragon Quest Rivals
- Zeke von Genbu in Xenoblade Chronicles 2
- Isshiki Otsutsuki in Naruto to Boruto: Shinobi Striker
- Mikoto e Rex in Dragalia Lost
- Malroth in Dragon Quest Builders 2
- Seto Kaiba in Jump Force
- Vinsmoke Yonji in One Piece: World Seeker
- Genichiro Ashiina in Sekiro: Shadows Die Twice
- Augusto in Pokémon Masters EX
- Ryuji Yamazaki in The King of Fighters for Girls
- Sam Porter Bridges in Death Stranding
- Vinsmoke Yonji in One Piece: Pirate Warriors 4
- Zaveid in Tales of Crestoria
- Dainsleif in Genshin Impact
- Vlov Arkhangel in Tsukihime: A piece of blue glass moon
- Vlov Arkhangel in Melty Blood: Type Lumina
- Hayao Koshimizu/Tsukuyomi in Shin Megami Tensei V
- Jack Garland in Stranger of Paradise: Final Fantasy Origin
- Wanderer in Echoes of Mana
- Dottor Tadori in Monster Hunter Rise: Sunbreak
- Notorious in No More Heroes III
- Ewan Okuda in Anonymous;Code
- William Hende in The DioField Chronicle
- Odino in Valkyrie Elysium
- Griss e Gregory in Fire Emblem: Engage
- Luis Sera in Resident Evil 4 (videogioco 2023)
- Shachi in Master Detective Archives: Rain Code
- Jigen/Isshiki Otsutsuki in Naruto x Boruto Ultimate Ninja Storm Connections
- Id in Granblue Fantasy: Versus Rising
- Kento Nanami in Jujutsu Kaisen Cursed Clash
- Id in Granblue Fantasy: Relink
- Dyne in Final Fantasy VII Rebirth
- Hayao Koshimizu/Tsukuyomi in Shin Megami Tensei V: Vengeance
- Diluculum in Farmagia
- Sam Porter Bridges in Death Stranding 2: On the Beach

### Tokusatsu
- Oct Imagin in Kamen Rider Den-O
- Redyue in Kamen Rider Gaim
- Kasshin in Kamen Rider Zi-O
- Demons Driver, Vail Driver, Kuwagata Vistamp e Vail in Kamen Rider Revice
- Zarab in Shin Ultraman